# Llagut
|  | No s'ha de confondre amb Llaüt. |

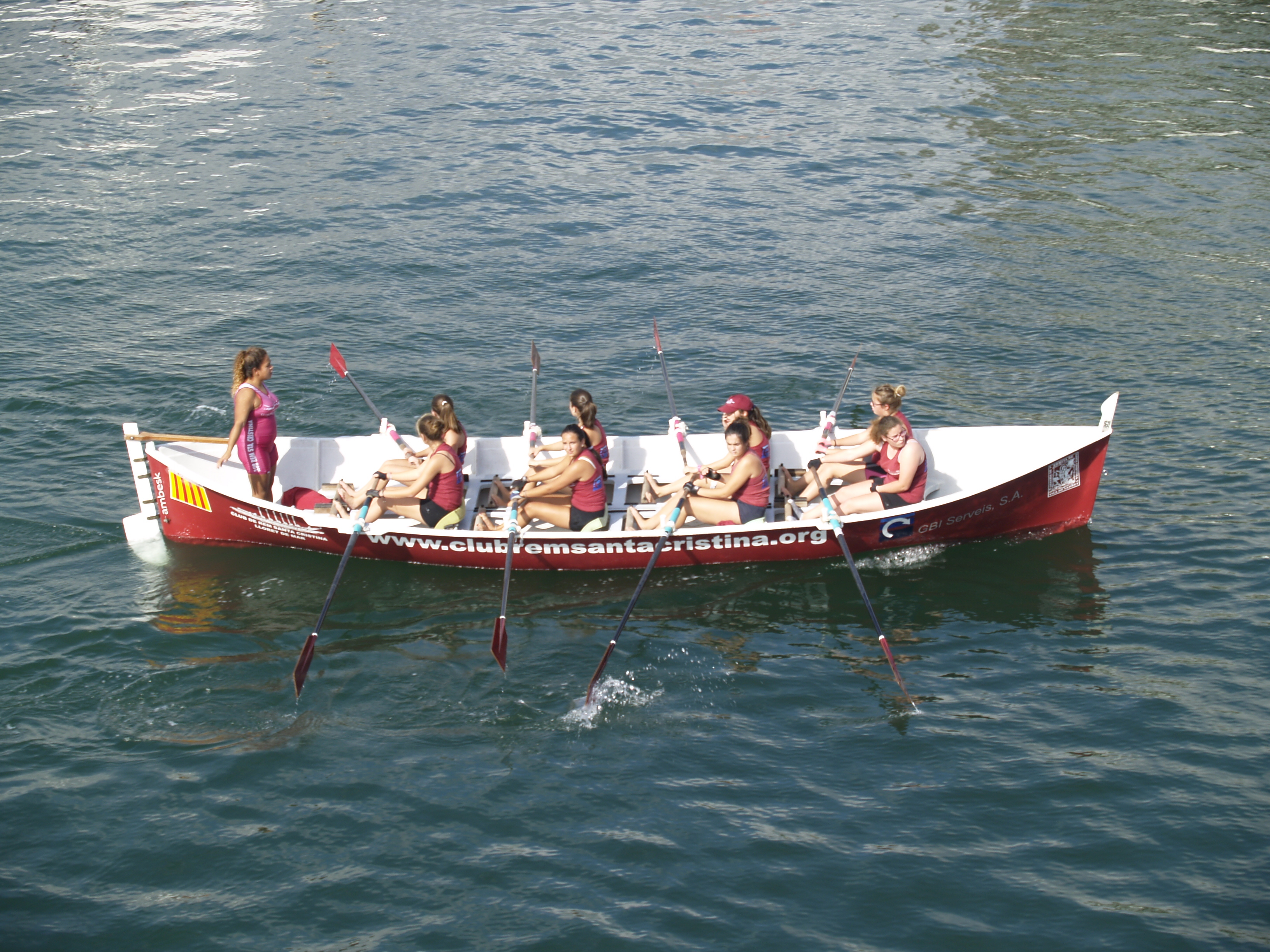
Campionat de Catalunya de Llagut 2015.

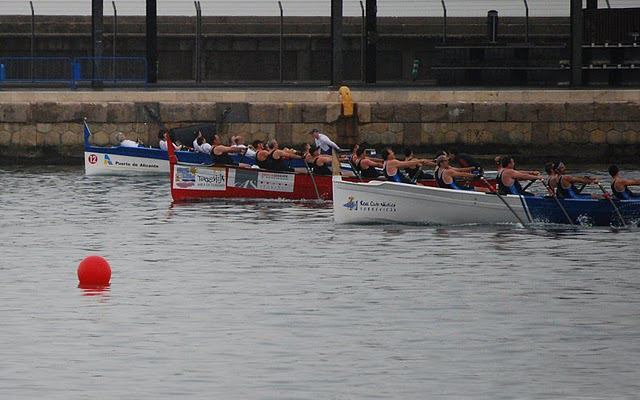
Regata de llaguts al Port d'Alacant.

Un llaüt o llagut és una barca de fusta, sovint amb aparell de vela llatina, però no obligatòriament. En l'actualitat moltes d'aquestes barques han estat motoritzades. Els llaüts sovint són propulsats amb rems.
Al mar, s'hi anava amb tripulacions de cinc, set o nou homes, en llaguts oberts o cobertats, de menys de deu metres d'eslora, que aparellaven la vela llatina, per aprofitar el vent i la força dels rems per anar a calador o fugir de la maltempsada.
Els llaguts eren construïts i reparats per mestres d'aixa i calafats. Al llarg del litoral hi havia petites drassanes a les platges on treballaven mestres d'aixa per construir tota mena de bastiments, d'una manera molt artesana i pròpia, resultat d'uns sabers i unes pràctiques transmeses de pares a fills.
Es feien barques sòlides i molt marineres, sense plànols, amb una experiència acumulada que dotava l'ofici d'un estil recognoscible.
Cap als anys vuitanta del segle xx, els polièsters i la construcció estandarditzada van començar a substituir la fusta com a matèria principal, canvis paral·lels a tota l'activitat marítima, resultats de noves necessitats i d'adaptacions a les noves tècniques.
Actualment, el club més gran de la Costa brava és el Club Rem Pescadors de Lloret de mar amb més de 100 vogadors/res i 10 tripulacions diferents.

## Clubs de regates
- Catalunya:
  -          Club de Rem Arenys
  -          Club de Rem Badalona
  -          Club Nàutic Bétulo
  -          Club de Rem Mataró
  -          Club de Rem Colera
  -          Club rem pescadors
  -          Club de Rem Santa Cristina
  -          Vent d'Estrop (Cambrils)
  -          Club Nàutic Flix
  -          Club de Rem Hotelers
  -          Club Nàutic Móra d'Ebre
  -          Club Nàutic Badalona
  -          Club de Rem Cambrils
  -          Club Nàutic el Balís
  -          Rem Panteres Grogues
- València:
  -          Club Náutico Campello
  -          Real Club Náutico de Gandía
  -          Regatas de Alicante
  -          Club de Remo Torrevieja
  -          Universidad Politécnica de Valencia
- Andalusia:
  -          Club Marítimo Linense
  -          Real Club Mediterráneo (Málaga)
  -          Club de Remo Torremolinos